# Maria Dalle Donne
Maria Dalle Donne (Loiano, 12 de julho de 1778 – Bolonha, 9 de junho de 1842) foi uma médica italiana, diretora do Departamento de Obstetrícia da Universidade de Bolonha. Foi a primeira mulher com doutorado em medicina, e a segunda mulher a tornar-se membro da Ordine dei Benedettini Accademici Pensionati.

## Biografia
Dalle Donne nasceu em uma família de camponeses em Roncastaldo, uma vila próximo a Bolonha. Seus talentos foram reconhecidos cedo e ela foi incentivada a estudar medicina na Universidade de Bolonha. Em 1799 concluiu sua tese e fez os exames, o que a tornou a primeira mulher doutora em medicina. Foi aprovada com as maiores honras (maxima cum laude).
Em 1800 publicou três artigos científicos. O primeiro artigo, sobre anatomia e fisiologia, foi uma revisão e comentário sobre trabalhos realizados anteriormente sobre reprodução e fertilidade feminina, malformações fetais e circulação sanguínea no útero. O segundo artigo sugeriu pela primeira vez que as doenças da fertilidade feminina fossem classificadas com base nos sintomas. O terceiro artigo focalizou a obstetrícia e o cuidado dos recém-nascidos.
Em 1829 Dalle Donne tornou-se a segunda mulher, depois de Laura Bassi, a ser indicada para a prestigiosa Ordine dei Benedettini Accademici Pensionati, na qual recebeu o título de "Acadêmica". Em 1832 tornou-se diretora do Departamento de Obstetrícia da Universidade de Bolonha.